# Закон предложения

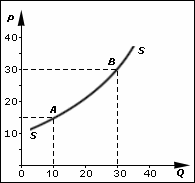
Закон предложения

Зако́н предложе́ния — прямая зависимость между ценой и величиной предложения товара или услуги в течение определённого периода.

## Определение
Согласно К.Р. Макконнеллу и С.Л. Брю закон предложения — прямая зависимость между ценой и величиной предложения товара или услуги в течение определённого периода.

## Анализ закона предложения
Закон предложения доказывается следующими аргументами:
- эмпирическими наблюдениями, когда возрастающая кривая предложения объясняется тем, что производители будут производить больше по большей цене, чем по низкой. Со снижением цен сокращается также и предложение. Цена является выручкой на единицу продукта для поставщика, поэтому она служит стимулом к тому, чтобы производить и предлагать свой продукт к продаже на рынке;
- При данных издержках производства чем выше цена, тем больше прибыли получает производитель, что сильнее его стимулирует увеличивать объём предложения;
- В случае, когда производитель имеет возможность перераспределять свои ресурсы между несколькими альтернативными продуктами,  увеличение цены одного продукта приведёт к переключению производителя на производство дорогого продукта за счет изъятия ресурсов дешёвого продукта, что влечёт в свою очередь сокращения предложения дешёвого продукта;
- Для производства требующих больших издержек дополнительных единиц продукта производители должны получить более высокую цену за него.